# Вільям Гейтсбері
Вільям Гейтсбері (англ. William Heytesbury, лат. Gugliemus Hentisberus, близько 1313—1372) — математик, механік, філософ і логік, один з оксфордських калькуляторів з Мертон-коледжу, в якому Гейтсбері з 1330 року навчався, а з 1338 року — працював. У 1334 році отримав ступінь доктора теології. Канцлер Оксфордського університету в 1371—1372 роках.
Головна праця Гейтсбері — «Правила розв'язання софізмів» (Regulae solvendi sophismata) — написана приблизно 1335 року. Даний твір, який складався з низки розділів, був в основному присвячений розгляду питань схоластичної філософії і логіки.
Для математики і механіки особливий інтерес представляють викладені Гейтсбері основи розробленого вченими Мертон-коледжу вчення про рівномірний («уніформний») рух, який протиставлявся руху нерівномірному («діфформному»).
Дане Гейтсбері означення рівномірного руху таке: «З локальних рухів такий називається рівномірним, в якому рівні відстані постійно проходяться з рівною швидкістю в рівні частини часу».
Стосовно нерівномірного руху Гейтсбері виділяє його підклас — рівноприскорений рух («уніформно-діфформний», за термінологією мертонців). Він дає цілком чітке означення рівноприскореного руху, стверджуючи: «Будь-який рух є рівномірно прискореним, якщо за будь-яку рівну частину часу тіло набуває рівне збільшення швидкості»; ключовим в цьому означенні є поняття «швидкості» (velocitas).
Саме Гейтсбері — вперше в історії кінематики — вводить в механіку поняття миттєвої швидкості: «Швидкість в будь-який даний момент часу буде визначатися шляхом, який був би описаний… точкою, якби протягом деякого періоду часу вона рухалася б рівномірно з тим ступенем швидкості, з якою вона рухалася в цей момент, який би момент не був визначений».
Для випадку рівноприскориного руху Гейтсбері сформулював і довів так звану теорему про середній градус швидкості. Теорема стверджує, що шлях, пройдений тілом за деякий час при рівноприскориному русі, дорівнює відстані, яку проходить тілом за той же час при рівномірному русі зі швидкістю, що дорівнює середньому арифметичному максимального і мінімального значень швидкості в рівноприскориному русі. У сучасних позначеннях:
{\displaystyle s\;=\;{V_{0}\,+\,V \over 2}\,\,t}  ,
де  {\displaystyle s} — пройдений шлях,  {\displaystyle t} — час руху,  {\displaystyle V_{0}} і {\displaystyle V_{}} — початкова і кінцева швидкості в рівноприскориному русі.

## Публікації
- 1335 — Regulae solvendi sophismata (Rules for Solving Sophisms)
  - 1. On insoluble sentences
  - 2. On knowing and doubting
  - 3. On relative terms
  - 4. On beginning and ceasing
  - 5. On maxima and minima
  - 6. On the three categories
- 1483 — De probationibus conclusionum tractatus regularum solvendi sophismata. — Pavia, 1483.
- De tribus praedicamentis
- De probationibus conclusionum tractatus regularum solvendi sophismata (On the Proofs of Conclusions from the Treatise of Rules for Resolving Syllogisms)
- Liber Calculationum